# Aigeltshofen
Aigeltshofen ist ein Wohnplatz in der Stadtteilgemarkung Rohrdorf von Isny im Allgäu im baden-württembergischen Landkreis Ravensburg.

## Geographie
Der Ort liegt etwa vier Kilometer nordöstlich von Isny im Allgäu und ein Kilometer östlich von Rohrdorf. Nördlich von Aigelshofen befindet sich das Naturschutzgebiet Rimpacher Moos - Weites Ried und im Süden das Naturschutzgebiet Rengersmoos.

## Geschichte
Die Siedlung entstand vermutlich im 8. oder 9. Jahrhundert. Aigeltshofen wurde erstmals urkundlich im Jahr 1253 als Agelshoven erwähnt. Um das Jahr 1700 befanden sich im Ort bäuerliche Eigengüter sowie Fallehengüter des Klosters Isny. Die Vereinödung Aigeltshofens fand in den Jahren 1804 und 1805 statt, dabei entstand der Ortsteil Haldenhof. Der Bahnhof Aigeltshofen an der Bahnstrecke Herbertingen–Isny bestand von 1874 bis in die 1970er Jahre.